# Râul Gârlița
Râul Gârlița este un curs de apă, afluent al râului Pârlita. 